# Anapta
Anapta is een geslacht van zeekomkommers uit de familie Synaptidae.

## Soorten
- Anapta fallax Lampert, 1889
- Anapta gracilis Semper, 1867
- Anapta subtilis Sluiter, 1887